# باتريك هيرنانديز
باتريك هيرنانديز (بالفرنسية: Patrick Hernandez )‏ (و. 1949  م) هو مغن مؤلف، ومغني فرنسي، يستخدم آلات صوت بشري.

## وصلات خارجية
- باتريك هيرنانديز على موقع IMDb (الإنجليزية)
- باتريك هيرنانديز على موقع ميوزك برينز (الإنجليزية)
- باتريك هيرنانديز على موقع أول ميوزيك (الإنجليزية)
- باتريك هيرنانديز على موقع ديسكوغز (الإنجليزية)
- باتريك هيرنانديز على موقع قاعدة بيانات الفيلم (الإنجليزية)
- باتريك هيرنانديز في قاعدة بيانات الأفلام على الإنترنت